# GUKS Speedway Wawrów

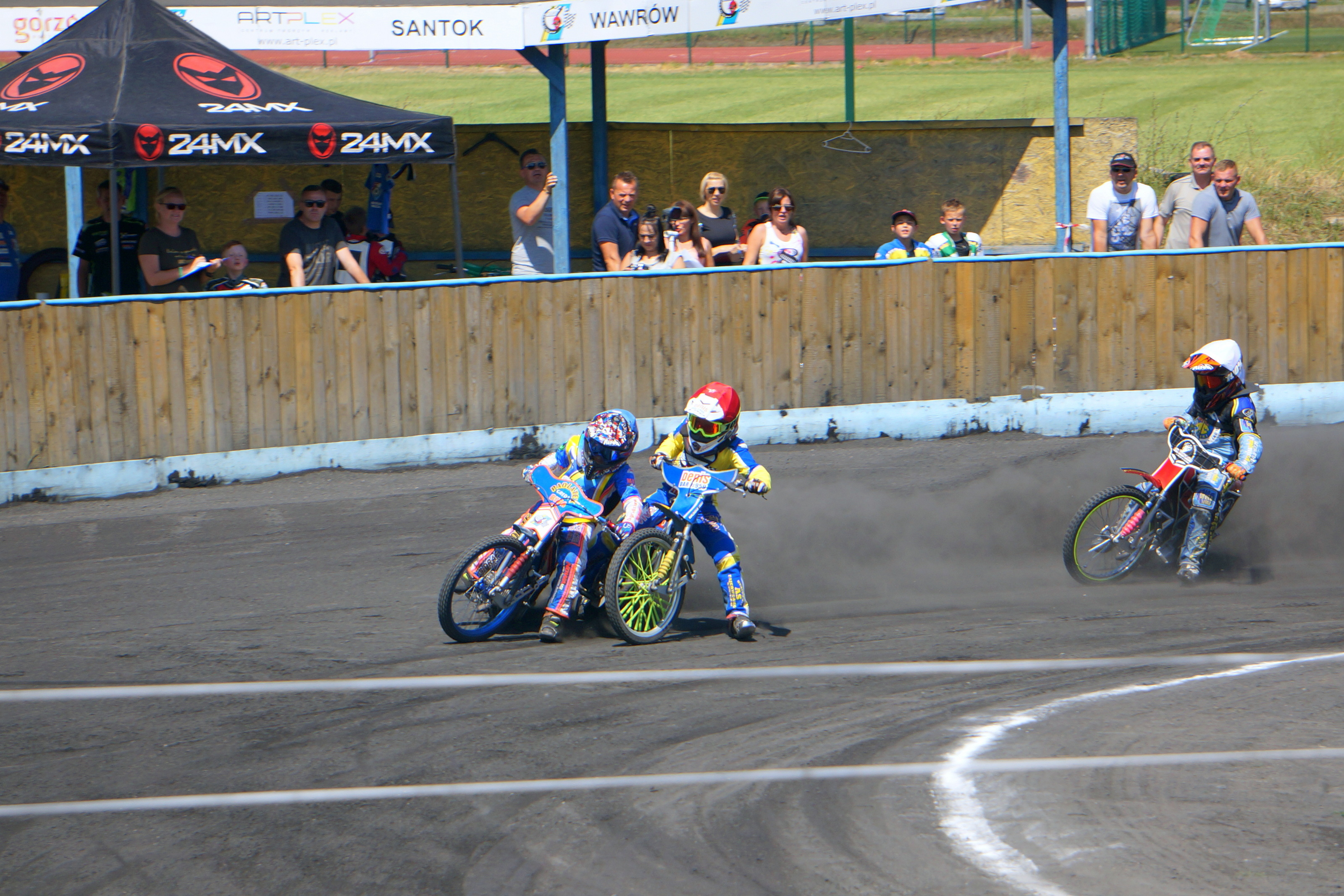
I runda Drużynowych Mistrzostw Polski 85–125 cm³ w sezonie 2018

GUKS Speedway Wawrów – polski klub miniżużlowy z siedzibą w podgorzowskim Wawrowie.

## Historia klubu
Klub powstał w 1996 roku jako Uczniowski Środowiskowy Klub Sportowy „Speedway Wawrów”. Pomysłodawcą i założycielem klubu oraz pierwszym trenerem był wieloletni zawodnik Stali Gorzów Wielkopolski i reprezentacji Polski – Bogusław Nowak. Od sezonu 2008 adeptów trenuje również inny były zawodnik gorzowskiej Stali – Mieczysław Woźniak.
Minitor w Wawrowie był pierwszym w kraju obiektem miniżużlowym z homologacją. Jego otwarcie nastąpiło w dniu 11 listopada 1998 roku. Po dokonaniu modernizacji obiektu w celu doprowadzenia go do zgodności z obowiązującym regulaminem, w tym zamontowaniu bandy, dobudowaniu wieżyczki sędziowskiej i zainstalowaniu oświetlenia, w dniu 30 czerwca 2001 roku ponownie dokonano uroczystego otwarcia obiektu. 
Na minitorze w Wawrowie odbywało się wiele imprez rangi mistrzowskiej w klasie 80-125 ccm, między innymi Finał Pucharu Europy w 2003 roku oraz finał mistrzostw świata w miniżużlu FIM Speedway Youth Gold Trophy w 2005 roku. Oprócz tego co roku rozgrywany jest  turniej pod nazwą Talenty Europy.

## Osiągnięcia
Stan na 16 sierpnia 2025

### Mistrzostwa Polski
Drużynowe mistrzostwa Polski 85–125 cm³
- 1. miejsce (4): 2005, 2012, 2013, 2021
- 2. miejsce (7): 2006, 2011, 2014, 2015, 2018, 2019, 2024
- 3. miejsce (5): 2007, 2008, 2010, 2017, 2022

### Pozostałe
Drużynowy Puchar Ekstraligi 85–140 cm³
- 1. miejsce (2): 2024, 2025

Puchar Polski par klubowych 85–125 cm³
- 1. miejsce (3): 2018, 2021, 2022
- 3. miejsce (1): 2019

## Adepci

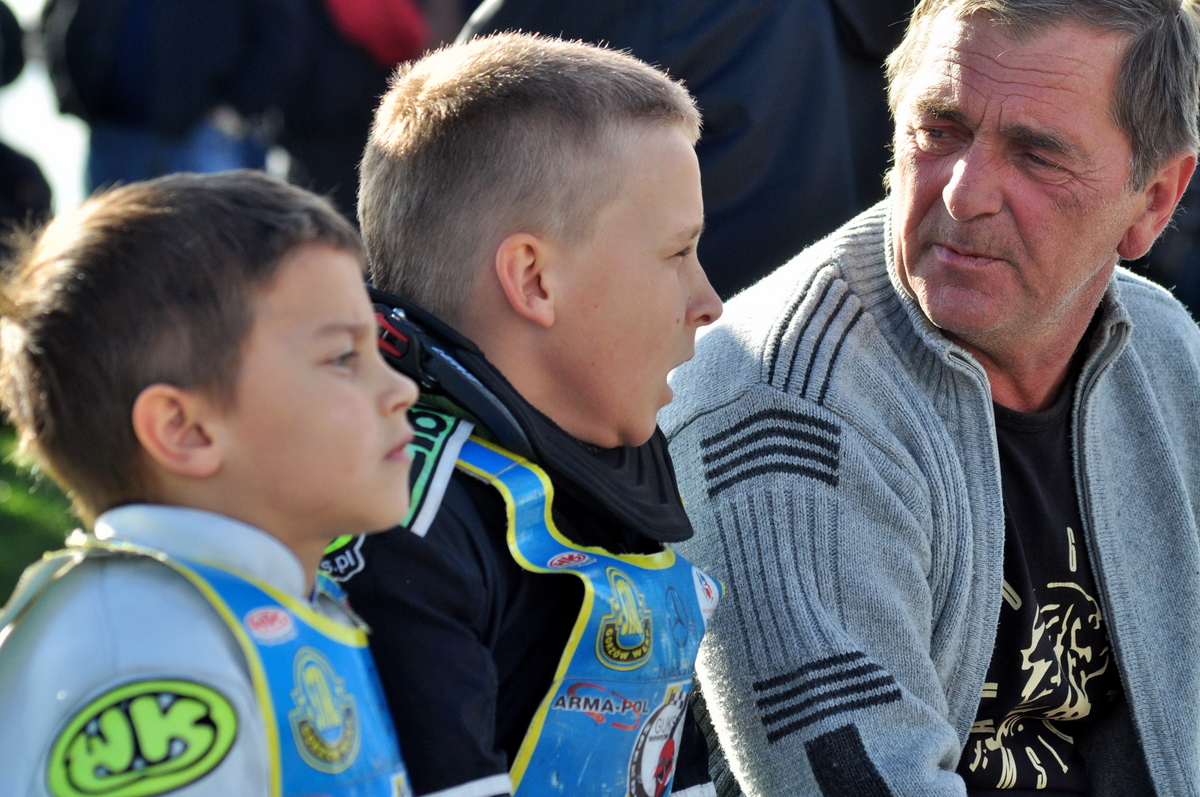
Trener M. Woźniak wraz z adeptami szkółki miniżużlowej

Do tej pory licencje miniżużlowe – a w dalszej kolejności licencje żużlowe, uzyskali m.in.: bracia Zmarzlikowie Bartosz i Paweł, Krzysztof Cegielski, Paweł Hlib, Kamil Brzozowski, Łukasz Cyran, Adrian Cyfer oraz Rafał Karczmarz.
Zgodnie z zawartą między klubami umową, adepci miniżużla zasilają szeregi Stali Gorzów Wielkopolski. Od 2023 roku klub nawiązał pełną współpracę ze Stalą i występuje pod nazwą GUKS Wawrów Stal Gorzów.